# Зграда ОШ „Витешки краљ Александар I Ујединитељ”
Зграда ОШ „Витешки краљ Александар I Ујединитељ” подигнута је 1939. године у Пожаревцу. Од усељења зграда деловала је у оквиру Државне народне школе и није мењала основну намену, да би на почетку школске 1948/49. године школа добила име ОШ „Вељко Дугошевић” по народном хероју из Другог светског рата. Под тим именом школа ће радити све до 21. јануара 2002. године, када поново добија своје прво име „Краљ Александар I”.  
Ширење града и повећање броја становништва условили су и потребу за зидањем нове школске зграде за ученике из Горње мале, односно III кварта. Питање изградње ове зграде покренуто је 1928. године. Регулационим планом утврђено је место за изградњу на плацу између улица Јошкина (сада Чеде Васовића), Урошеве (сада Симе Симића) и Тамбурашеве (данас Косовске) на имању Јована Јовановића Јошке.
Средства за зграду су обезбеђена већ 1936. године, а радови су започели у августу 1937. године. Радови су завршени крајем 1938. године. То је била прва спратна зграда за основну школу у Пожаревцу у том тренутку. Комплетно уређење и усељење у нову зграду завршено је 1939. године. Зграда је подигнута у стилу српске модерне. Имала је осам учионица, дворану, канцеларију за управу и подрумске просторије.